# Cour territoriale du Yukon
La Cour territoriale du Yukon (Territorial Court of Yukon en anglais) est un tribunal inférieur dans le système de justice du Yukon au Canada. Elle siège de manière permanente à Whitehorse, mais fournit également des services dans 14 autres communautés dont Dawson City et Watson Lake.
La Cour territoriale du Yukon est composée de trois juges à temps plein et de 12 juges adjoints, principalement des juges à la retraite provenant d'autres juridictions.